# Херсонська вулиця (Київ)
Херсо́нська ву́лиця — зникла вулиця, що існувала в Залізничному, нині Солом'янському районі міста Києва, місцевість Олександрівська слобідка. Пролягала від Преображенської вулиці до Червонозоряного проспекту (нині — проспект Валерія Лобановського).

## Історія
Вулиця виникла на початку XX століття (не пізніше 1912 року) під назвою Успенська, 1955 року разом з частиною Новодачного провулку була об'єднана під назвою Херсонська.
Ліквідована у 2-й половині 1970-х років у зв'язку зі зміною забудови. До проспекту Валерія Лобановського і донині прилучається невеличкий тупиковий заїзд до однієї зі споруд — кінцева частина колишньої Херсонської вулиці.